# 罕见病
罕见病（rare disease），或稱罕见疾病，是指仅在极少数人身上发生的稀罕病症，所以也被称为孤儿病。
大部分的罕见病都是遗传病，即使疾病症状不会生来就有，也会伴随患者终身。许多罕见病在患者生命早期发病，大约有30%患有罕见病的儿童会在5岁之前死亡。廣為人知的罕見疾病如苯酮尿症、重型地中海貧血、成骨不全症、黏多醣症、高血氨症、有機酸血症、威爾森氏症等。Field Condition是目前最為罕見的遺傳疾病，僅有兩例雙胞胎患者。
患病人数达什么水平才可稱為罕见病目前並無一致意见。罕见病可以是地區性的，或者在该地区的某些特殊人群中是罕见病，而在另一些地区或人群，可能就是常见病。

## 定義
罕見病目前無一个统一並被广泛接受的定义。某些定义只是以患病人数为準則，一些地区的罕见病的定义还包括其他因素，例如是否有足夠的治疗手段或者疾病的严重程度。罕见病定义的差异同样见于医学文献和国家卫生计划，患病率定在1/1,000到1/200,000之间。
欧盟对于罕见病的定义是：“流行范围很小，发病时间长或者终生伴随，严重威胁到患者的生命或者患者的身体因这种慢性病变得相当虚弱，需要多种专门手段进行治疗的疾病”，关于流行范围小的标准，一般定为患病率低于1/2000人。在统计学上即使患病率相当低，但是并不威胁到患者的生命，或者不是慢性虚弱症，或未经充分治疗的的疾病，则不认为是罕见病。
在美国，《2002年罕见病法案》严格根据流行程度定义罕见病，即患病人口在美国保持在20万以内，或者患病率在1/1500的疾病。这定义与鼓励进行与罕见病相关的研究和治疗的联邦法律1983年孤儿药法案实质上类似。
日本法律将患病人数在日本少于5万人或患病率低于1/2500的疾病定义为罕见病。
中華民國《罕見疾病防治及藥物法》第3條說明：「罕見疾病，係指疾病盛行率在中央主管機關公告基準以下或因情況特殊，經第四條所定委員會審議認定，並經中央主管機關指定公告者。」其疾病盛行率經行政院衛生署（今衛生福利部）於2000年公告「罕見疾病之年盛行率標準為萬分之一以下」。例如以全國2,300萬人口為計，某一疾病罹患人口要少於2,300人方屬罕見疾病。
中华人民共和国尚没有罕见病的官方定义。2010年5月17日，中国罕见病定义专家研讨会上建议将中国的罕见病定义为，患病率低于五十万分之一的疾病；在新生儿中发病率低于万分之一的遗传病定义为罕见遗传病。但这个定义并未被广泛使用。2018年5月，国家卫生健康委员会、科学技术部、工业和信息化部、国家药品监督管理局、国家中医药管理局五部门联合公布《第一批罕见病目录》，收录了121种罕见病。这是中国政府首次以疾病目录的形式界定何为罕见病。

## 罕见病和孤儿病的关系
“罕见病”的定义中把“罕见病”限定为缺乏有效的治疗手段和资源并且非常严重的疾病，有人认为“孤儿病”与“罕见病”为同义词，美国还发起孤儿药物运动。
也有人和组织认为孤儿病和罕见病的含义有区别。例如，欧洲罕见病组织（EURORDIS）把罕见病和被忽视热带病都归为孤儿病。
美国的孤儿药物法案包括罕见病和一部分非罕见病，“其治疗药物的销售利润无法补偿该药物的研发成本（意指患病人数很少，市场非常小）的疾病”都被称为孤儿病。

## 患病率
罕见病的影响用患病率（某特定时间内总人口中患有某病的比例），而不是发病率（某年度新确诊某病人口所占总人口比例）来表征。
欧洲罕见病组织估计，罕见病大约有5,000到7,000种，欧盟大概有6%到8%的人患有某种罕见病。仅约有400种罕见病有治疗方法，根据罕见基因组学研究所的说法，约80%的罕见病有遗传因素。
罕见病的流行性在不同的人群中差异很大，某种疾病在一个人群中很罕见，在另一个人群中可能就很常见了，尤其是遗传性疾病和传染病更是如此。比如遗传病囊肿性纤维化，这种病在亚洲的大部分地区非常罕见，但是在欧洲或者在欧洲人的后裔身上这种疾病就比较普遍了。在某些人数较少的群体中，奠基者效应可以导致一些在世界范围内非常罕见的疾病在这些非常小的群体中流行。很多传染性疾病在一些特定地区流行，但在这些地区之外非常罕见。其他的一些疾病，例如一些非常稀少的癌症，分布范围没有明显的规律，只是很罕见。关于罕见病的其他分类标准部分建立在被研究人群的基础上：在儿童身上所有的癌症一般都可认为是罕见病，因为患有癌症的儿童很少，但是同样的癌症在成人身上就会很常见。
大约有40种罕见病在芬兰有着很高的患病率，统称为芬兰遗传病的遗产

## 特征
罕见病通常都是由于遗传慢性疾病，欧洲罕见病组织估计，至少有80%的罕见病被确认为有遗传起因 。其他罕见病的病因主要是由于感染和过敏性反应，或者机体退化与增生。
疾病稀有性的划分視乎被研究的人群。任何一种癌症在儿童身上都非常罕见，但部分类型的癌症在成人身上卻非常常见。
部分罕见病的症状往往在新生儿或者患者的儿童时期就顯露出来，而其他类型的罕见病则在患者进入成年期的时候才表现出来。
关于罕见病的研究论文强调，罕见病一般是慢性的，或者是难以治愈的疾病，但是许多短期症状也可能属于罕见病。

## 公共研究
国立卫生研究院罕见病罕见病研究办公室于2002年成立，同日，罕见病孤儿药发展法案（ H.R. 4014，"Rare Diseases Orphan Product Development Act"）签署。欧洲也有类似行动。

## 公共宣传
2008年2月，欧洲和加拿大举行第一个罕见病日活动，以提高公众对罕见病的认识。每年2月的最后一天为国际罕见病日。

## 社会支持
美国罕见疾病组织由患有罕见病的个人和病患者的家庭在1983年组织成立 。
1986年成立的遗传联盟列出了大约1200中罕见病的信息和支持团体 。
全球基因计划是世界上最重要的罕见病与遗传病患者维权组织之一，这一非营利组织由R.A.R.E.（Rare disease, Advocacy, Research and Education）团队领导。全球基因计划推动满足罕见病和遗传病群体的需要。。2009一些罕见病患者双亲和基金会发起一次草根运动，催生了500余家全球性组织。全球基因计划提出“基因与牛仔裤”（"genes and jeans"，英语中两词谐音）的概念，广泛推动社会注意罕见病和遗传病团体的需求。这一组织已经发动了多项极具创意的罕见病和遗传病宣传运。
加拿大罕见病组织是一个全国性组织，代表加拿大受到罕见病影响的人群，宗旨是为罕见病患者发出统一的声音，推动为罕见病患者建立社会在医疗系统与实行专门的卫生政策。
希腊罕见病患者的组织希腊罕见病联盟（Greek Alliance of Rare Diseases）。
香港未有就罕見病制定完善政策，香港大學的研究發現，香港每67人便有1人患有罕見病。香港大學李嘉誠醫學院兒童及青少年科學系臨床副教授鍾侃言表示，病人因為患罕見病而入院治療的個案，在2015年4月至2016年3月間，佔該年度醫管局整體入院個案數目的百分之3.2。目前病患及醫藥界，尋求政府制定全面罕見病政策，增加遺傳診斷服務及增設罕病藥品審批制度。

## 成因
大部分的罕見疾病是經由突變或遺傳的基因缺陷而導致的先天性疾病，也有部分的罕見疾病至今尚未發現確實的致病原因。若父母雙方恰巧擁有相同的隱性致病基因、某一方家族有病史，或基因偶發地產生突變，出生的下一代即有可能出現基因異常的罕見疾病。

### 體染色體遺傳
- 顯性遺傳：父母其中之一為罹病者，子女不分性別有50%罹病機率。
- 隱性遺傳：父母雙方均為帶因者，子女有25%正常、25%罹病以及50%帶因之機率。
- 突變型：父母均正常，在生命傳承過程中，發生基因突變，導致子女罹病或帶因。

### 性聯遺傳
- 顯性遺傳：男性罹病者症狀通常較女性患者嚴重，且其缺陷基因不會傳給兒子，但會傳給每個女兒。
- 隱性遺傳：女性若為帶因者，其兒子有50%機率為罹病者，女兒則有50%機率為帶因者。

### 粒線體遺傳
- 典型粒線體遺傳：罹病的女性會將粒線體疾病遺傳給每一個兒女，病性程度不一，而男性患者則不會將疾病傳下去。
- 非典型粒線體遺傳：粒線體缺陷雖仍由母系遺傳，但非每個遺傳到粒線體疾病者皆會發病。在某些狀況下，男性較易發病。[30]

## 預防及治療
在婦女孕前、孕中與孕後等階段可採取措施：
- 孕前：男女雙方結婚或懷孕前的健康檢查。
- 孕中：針對一般產前診斷發現異常或已知具有家族遺傳病史的產婦，在懷孕期14至18周內進行產前遺傳診斷。
- 孕後：新生兒出生滿48小時或授乳滿24小時後，採腳跟血進行先天性代謝異常疾病新生兒篩檢。

某些罕見疾病並非無法治療，如能早期發現，可避免造成患者身心障礙或發展遲緩等後果。世界各國對於罕見疾病有相應的政策，並制定法案提供患者保障。

## 外部連結
- 財團法人罕見疾病基金會 （页面存档备份，存于） （臺灣）
  - 公告罕見疾病名單暨ICD-9-CM編碼一覽表 （页面存档备份，存于）（臺灣）
- 香港罕見疾病聯盟 （页面存档备份，存于）